# Вологолюб чіпкий
{{#ifeq:0|0|{{#if:Hygroamblystegium tenax|{{#if:|[[]}}|[[]]}}}}
Вологолюб чіпкий (Hygroamblystegium tenax) — вид мохів порядку гіпнобрієвих (Hypnales).

## Поширення
Ареал охоплює такі частини світу: Європа, Північна Америка, Південна Америка, Азія.

## Характеристика

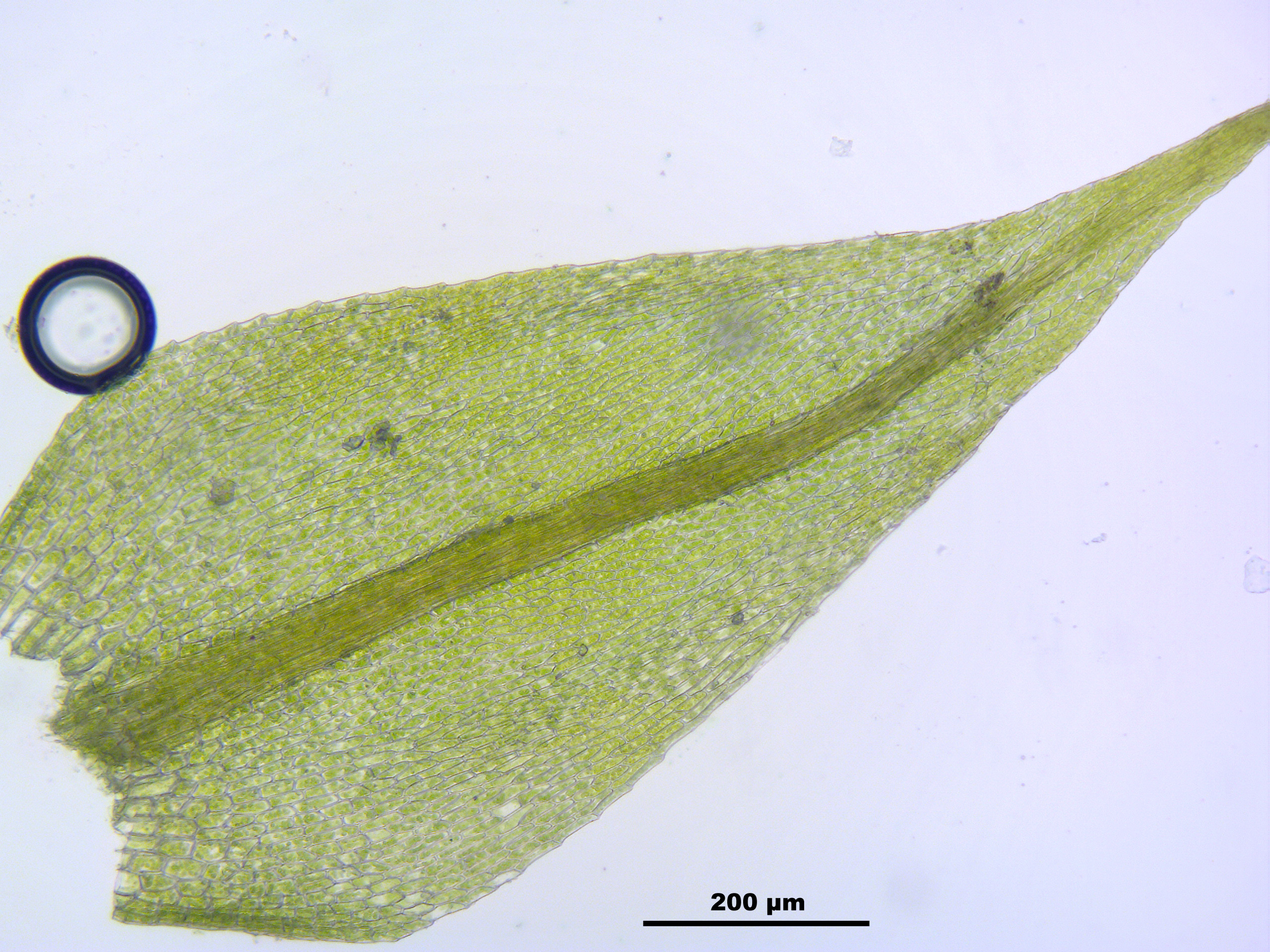